# ملعب بلدية دي كالاما
ملعب بلدية دي كالاما (بالإنجليزية: Estadio Municipal de Calama)‏ هو ملعب كرة قدم يقع في كالاما، تشيلي، يتسع لـ 13,000 متفرج. هو الملعب الرسمي لفريق كوبريلوا.

## التاريخ
بدأ بناء الملعب في 1952.